# Kaniuki (województwo lubelskie)
Kaniuki – wieś w Polsce położona w województwie lubelskim, w powiecie parczewskim, w gminie Podedwórze.
W latach 1975–1998 miejscowość administracyjnie należała do województwa bialskopodlaskiego.
Wieś stanowi sołectwo w gminie Podedwórze. Według Narodowego Spisu Powszechnego z roku 2011 wieś liczyła 35 mieszkańców.
Wierni Kościoła rzymskokatolickiego należą do parafii Podwyższenia Krzyża Świętego w Podedwórzu.

## Historia
Kaniuki (mylnie nazywane Kaninki) wieś w ówczesnym powiecie włodawskim, gminie Opole, parafii Hołowno. Według spisu z 1827 roku było tu 17 domów i 79 mieszkańców. Według noty słownika z roku 1882, „najnowszy spis miejscowości guberni siedleckiej – Pamiatnaja Kniga z 1878 roku nie zamieszcza tej wsi”.